# Европейское оборонное агентство
Европейское оборонное агентство — агентство Европейского союза, штаб которого расположен в Брюсселе. Оно является органом общей внешней политики и политики безопасности, основанным 12 июля 2004 года и представляющим отчеты Совету Европейского союза. Все страны-члены ЕС за исключением Дании участвуют в деятельности агентства. Норвегия, Швейцария, Сербия и Украина, не входящие в ЕС, получили право участвовать в деятельности агентства, но без права голоса.

## Задачи
Совет Европейского союза создал агентство для поддержки государств-членов в их усилиях по совершенствованию европейского оборонного потенциала в области кризисного управления, европейской безопасности и оборонной политики. Главными функциями организации являются:
- Развитие оборонного потенциала;
- Содействие европейскому сотрудничеству в области вооружения;
- Создание конкурентоспособного европейского рынка военного оборудования;
- Повышение эффективности европейских оборонных исследований и технологий.

## Структура
Агентство управляется тремя элементами.
- Глава агентства: ответственен за общую организацию и функционирование, обеспечивает выполнение руководящих принципов и решений, возглавляет совещания министров Руководящего совета;
- Руководящий совет: орган принятия решений, состоящий из министров обороны участвующих государств, а также представитель Европейской комиссии.
- Исполнительный директор: руководитель аппарата.

На 2009 год в Европейском оборонном агентстве работали 109 человек.

## Бюджет

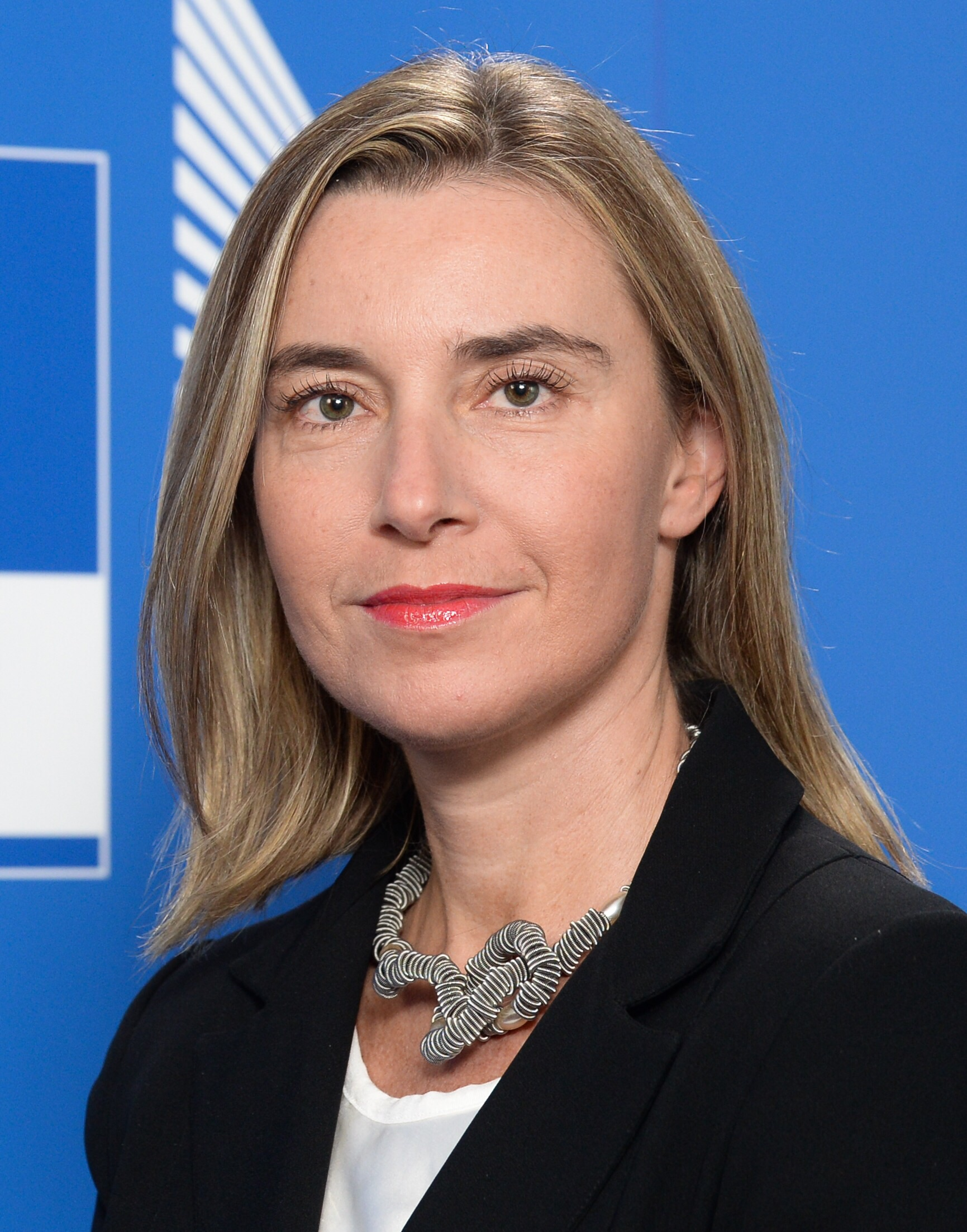
Федерика Могерини - бывший глава Европейского оборонного агентства

| Год  | Бюджет (в миллионах €) | Расходы (в миллионах €) |
| ---- | ---------------------- | ----------------------- |
| 2004 | 1.9                    | 0.4                     |
| 2005 | 20.7                   | 12.8                    |
| 2006 | 22.7                   | 18.8                    |
| 2007 | 22.4                   | 21.5                    |
| 2008 | 27.5                   | 26.2                    |
| 2009 | 29.2                   | 28.1                    |
| 2010 | 31.0                   | 30.5                    |
| 2011 | 30.5                   | 30.5                    |
| 2012 | 30.5                   | 30.5                    |
| 2013 | 30.5                   | 30.5                    |
| 2014 | 30.5                   | 30.5                    |
| 2015 | 30.5                   | 30.1                    |
| 2016 | 30.5                   | 30.5                    |
| 2017 | 31.0                   | 31.0                    |
| 2018 | 33.6                   | 32.9                    |
| 2019 | 35.3                   | 34.7                    |
| 2020 | 37.6                   | 37.0                    |
| 2021 | 37.5                   | нет данных              |

## Членство и механизм финансирования
Все страны-члены ЕС имеют право присоединиться к Европейскому оборонному агентству или покинуть его. Агентство финансируется входящими в него государствами пропорционально к их валовому национальному доходу. В результате этого страны платят значительно различающиеся  взносы. Например, в 2007 году Германия отчислила 4.2 миллиона евро, Великобритания — 3,5 миллиона, Франция — 3,3 миллиона. В Мальте и Люксембурге живёт одинаковое количество населения, однако из-за существующего механизма финансирования Люксембургу было необходимо заплатить 47 тысяч евро, а Мальта должна была отдать 9 тысяч евро. Норвегия, не являющаяся членом ЕС, не обязана платить взносы агентству за любые услуги, которое оно может ей предоставить.

### Дальнейшая работа Великобритании в агентстве
В 2010 году было сообщено, что если Консервативная партия Великобритании выиграет Парламентские выборы в Великобритании (2010), то Британия выйдет из агентства. Однако 28 октября 2010 государственный секретарь по вопросам обороны заявил, что страна останется в Европейском оборонном агентстве в течение двух лет, а затем статус членства будет пересмотрен.

## История
Европейское оборонное агентство является продолжением Западноевропейской организации по вооружению. Агентство участвует в передаче функций от Западноевропейского союза Европейскому союзу.

### Глава Европейского оборонного агентства
- Хавьер Солана — (2004 — 1 декабря 2009);
- Кэтрин Эштон — (1 декабря 2009 — 1 ноября 2014);
- Федерика Могерини — (1 ноября 2014 — 30 ноября 2019);
- Жозеп Боррель — (с 1 декабря 2019)

### Исполнительный директор Европейского оборонного агентства
- Ник Уитни — (2004—2007);
- Александр Вайз — (2007 — октябрь 2010);
- место вакантно — (октябрь 2010 — январь 2011);
- Клод-Франс Арнольд — (январь 2011 — февраль 2015);
- Хорхе Домек — (февраль 2015 — январь 2020);
- Иржи Шедивый — (с апреля 2020)[3]

Место исполнительного директора было свободно с октября 2010 до января 2011, когда Кэтрин Эштон назначила мадам Клод-Франс Арнольд. Газета «European voice» («Европейский голос») опубликовала статью, в которой утверждалось, что это решение блокировалось Италией, хотевшей продвинуть на этот пост своего кандидата.